# NGC 3115
NGC 3115 (również PGC 29265) – galaktyka soczewkowata (S0), znajdująca się w gwiazdozbiorze Sekstantu w odległości 32 milionów lat świetlnych. Została odkryta 22 lutego 1787 roku przez Williama Herschela.

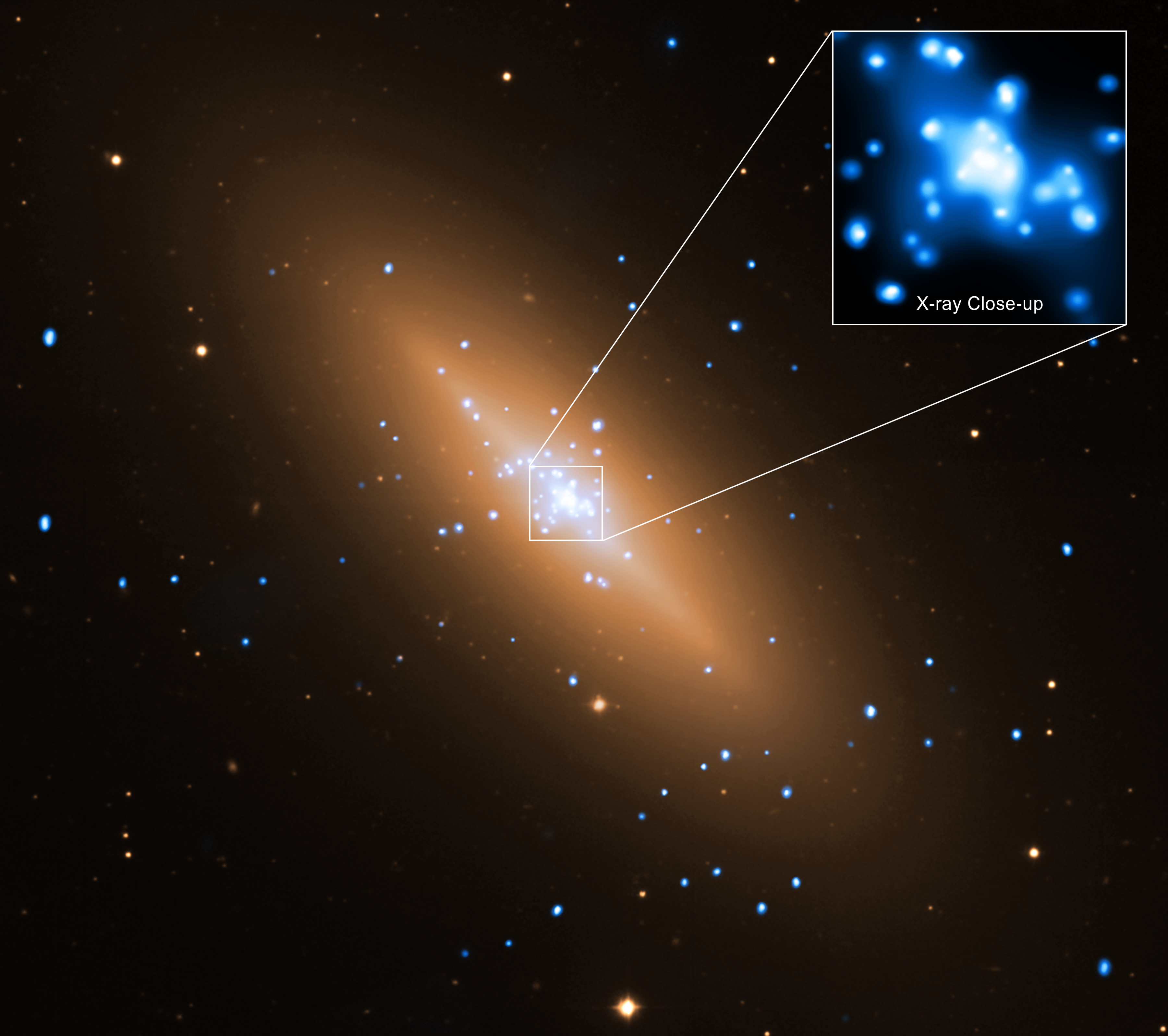
Galaktyka NGC 3115 z powiększonym obszarem gdzie znajduje supermasywna czarna dziura

W jądrze galaktyki NGC 3115 znajduje się supermasywna czarna dziura o masie około 2 miliardów mas Słońca. W 2011 roku na podstawie obserwacji teleskopu Chandra dostrzeżono przepływ gazu w jej kierunku. Obserwacje tego typu wykonano po raz pierwszy. Badania w paśmie rentgenowskim potwierdziły, że wraz ze zbliżaniem się do czarnej dziury rośnie ciśnienie gazu powodujące wzrost jego temperatury i jasności. Temperatura zaczyna rosnąć w odległości około 700 lat świetlnych od czarnej dziury.
Galaktyka NGC 3115 jest najbliższą galaktyką od Drogi Mlecznej zawierającą czarną dziurę o masie miliard razy większej niż masa Słońca.
W galaktyce zaobserwowano niepotwierdzoną supernową SN 1935B.